# 吳偉文
吳偉文（英語：Ng Wai Man，1932年11月30日—2011年9月14日），是已故香港職業足球員及教練，綽號「吳飛」，生前曾任教光華、流浪、加山、駒騰、南華、麗新花花及東方等港甲球隊，亦曾帶領香港足球代表隊參戰，贏盡本地球壇所有大小錦標。同時亦桃李滿天下，五一九入球功臣之一的顧錦輝及香港足球先生山度士均由他一手提拔。

## 生平
吳偉文球員時代曾效力過光華、南華、東方等球隊，司職後衞，於1960年代表中華民國出席羅馬奧運會及多次參加亚洲运动会和默迪卡盃等賽事。直到1970年代退役後轉任教練，曾與譚漢新及陳輝洪三人獲香港足球總會保送前往伊朗參加由國際足協舉辦的教練班，跟隨西德名師克藍馬學藝，分別於1977至1981年、1983至1984年及1993年三度上山執教南華，更於1977/78年球季帶領球隊以不敗戰績在聯賽封王，有次南華擊敗精工，賽後吳偉文口說風涼話：「我勝之不武」，人稱「牙擦教練」。

## 逝世

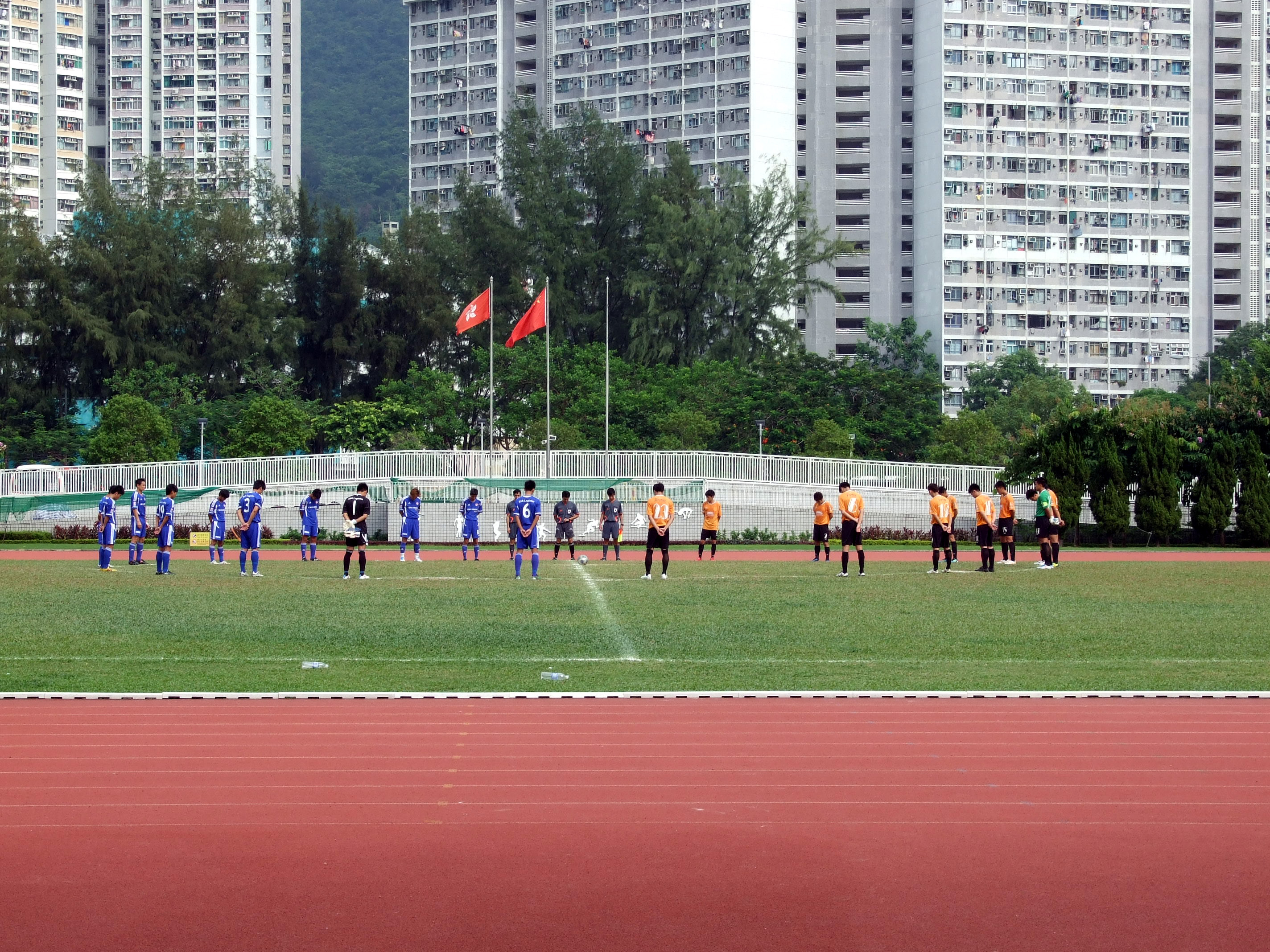
東方與西貢朋友賽前進行默哀

吳偉文於1990年代末淡出香港球壇後，舉家移居美國三藩市，經常煙不離手的吳偉文其後因為氣管收縮問題而經常出入醫院，並需要借助儀器呼吸，2011年年中病情反覆，更因肺功能衰退入院，延至香港時間9月14日早上7時在睡夢中離世，三名子女均隨侍身旁，享年79歲。
吳偉文生前曾執教的南華和東方分別於10月18日對深水埗和西貢朋友的賽事前舉行默哀。其家人安排於9月26日舉殯，遺體在三藩市安葬。

## 外部連結
- 國際足協：中華民國羅馬奧運參賽名單（页面存档备份，存于）
- 林尚義訪問吳偉文（1993）[永久]